# Симетбаш
Симетба́ш (тат. Симетбаш) — деревня в Арском районе Республики Татарстан, в составе Новокишитского сельского поселения.

## Этимология названия
Топоним произошел от гидронима «Симет» и гидрографического термина «баш» (исток).

## География
Деревня находится в верховье реки Семит, в 28 км к северу от районного центра, города Арска.

## История
Деревня основана в XVIII веке.
До 1860-х годов жители относились к сословию государственных крестьян. Основные занятия жителей в этот период – земледелие и скотоводство, было распространено ткачество.
В «Списке населенных мест по сведениям 1859 года», изданном в 1866 году, населённый пункт упомянут как казённый починок Семитбаш 2-го стана Казанского уезда Казанской губернии. Располагалась при реке Семите, по правую сторону большого торгового тракта из Казани в Уржум, в 66 верстах от губернского города Казани и в 24 верстах от становой квартиры в заштатном городе Арске. В деревне в 34 дворах жили 476 человек (254 мужчины и 222 женщины). Была мечеть.
В начале XX века в деревне функционировали мечеть, мектеб, ветряная мельница, мелочная лавка. В этот период земельный надел сельской общины составлял 751,2 десятины.
В 1931 году в деревне организован колхоз «Симетбаш».
До 1920 года деревня входила в Ново-Кишитскую волость Казанского уезда Казанской губернии. С 1920 года в составе Арского кантона ТАССР. С 10 августа 1930 года в Тукаевском (с 25 марта 1938 года — Атнинский), с 12 октября 1959 года в Тукаевском, с 1 февраля 1963 года в Арском районах.

## Население
| 1782 | 1859 | 1897 | 1908 | 1920 | 1926 | 1938 | 1949 | 1958 | 1970 | 1979 | 1989 | 2002 | 2010 | 2015 |
| ---- | ---- | ---- | ---- | ---- | ---- | ---- | ---- | ---- | ---- | ---- | ---- | ---- | ---- | ---- |
| 25   | 476  | 488  | 438  | 371  | 371  | 422  | 305  | 249  | 242  | 193  | 125  | 147  | 143  | 118  |

Национальный состав деревни: татары.

## Экономика
Жители занимаются полеводством.

## Объекты образования, культуры и медицины
В деревне действуют начальная школа, клуб, медпункт.
В 2015 году на въезде в деревню установлен монумент в память о Великой Отечественной войне, состоящий из танка и трактора.

## Религиозные объекты
Мечеть «Нурислам» (с 2017 года).